# Lapis Lazuli (AKIHIDEのアルバム)
『Lapis Lazuli』（ラピスラズリ）は、2013年10月30日にZAIN RECORDSから発売されたAKIHIDEの2枚目のオリジナルアルバム。

## 概要
前作の「Amber」から一転、ギタリストとしての顔を全面に出した全曲インストゥルメンタルで「切なく、優しく、強く」というテーマのもと、アコースティックギターでロックを表現することを目指して制作した。

### プロモーションビデオ
「Battle」はmouse on the keysのドラマーの川崎昭と、「Rain」はチェリストの伊藤ハルトシとセッションという内容で撮影された。「Home」は3人のAKIHIDEが奏でると言う設定で一人で3パート分のレコーディングを行った。

## 収録曲
1. Birthday
2. Lapis Lazuli
3. Sayonara
4. Moon Dancer
5. Okinawa
6. Namida
7. Home
8. Rain
9. Lost
10. Battle
11. Tomorrow
12. 遠き山に日は落ちて
通常盤のみ収録

作曲・編曲：AKIHIDE(#ALL)
ストリングスアレンジ：池田大介(#1, 4 - 6, 8, 9, 11)